# Île Thetis
L'île Thetis est une île de Colombie-Britannique, une des îles Gulf.

## Géographie
Elle est située entre l'île de Vancouver, à l'ouest, l'île Galiano, à l'est et l'île Penelakut, au sud.

## Histoire
Elle porte du Thetis d'Augustus Leopold Kuper qui l'a nommé ainsi en 1851. 
Elle a commencé à être habité à partir de 1874. 